# Pedro Del Campo Zafra
Pedro Del Campo Zafra (Madrid, 4 d'abril de 1968) és un exfutbolista espanyol, que ocupava la posició de defensa. Va militar en primera divisió a les files del RCD Mallorca (90/91) i Sevilla FC (91/94). En total, va jugar 62 partits a la màxima categoria. La seua campanya més destacada va ser la 92/93, en la qual va disputar 24 partits. També va jugar a les files de l'Elx CF.